# Korona (herb szlachecki)

Herb Korona

Korona (Czeszewski, Ciesiewski) – kaszubski herb szlachecki.

## Opis herbu
Herb występował przynajmniej w czterech wariantach. Opisy z wykorzystaniem zasad blazonowania, zaproponowanych przez Alfreda Znamierowskiego. Zestawienia dokonał Przemysław Pragert:
Korona I (Czeszewski, Ciesiewski): W polu błękitnym korona złota z której cztery rogi bawole, czarne, po dwa na stronę. Klejnot: nad hełmem w koronie pół kozła srebrnego. Labry błękitne, podbite złotem.
Korona Ia (Czeszewski, Ciesiewski): Pole czerwone, rogi srebrne.
Korona II (Czeszewski odmienny): Rogi tylko dwa, koźle, barwy pola i rogów nieznane, kozioł w klejnocie w lewo.
Korona IIa (Czeszewski odmienny): Rogi bawole tylko dwa, między nimi gwiazda, w klejnocie rogi z gwiazdą jak w godle. Barwy pola, rogów i gwiazdy nieznane.

## Najwcześniejsze wzmianki
Herb wymieniany przez liczne źródła niemieckojęzyczne i polskojęzyczne. Wariant podstawowy wymieniają: Kasper Niesiecki, Juliusz Karol Ostrowski (Księga herbowa rodów polskich), Franciszek Piekosiński (Herold Polski czyli Przewodnik heraldyczny Polski), Adam Boniecki (Herbarz Polski), Seweryn Uruski (Rodzina. Herbarz polski) oraz Emilian Szeliga-Żernicki (Der polnische Adel). Wariant Ia podaje Nowy Siebmacher. Warianty II i IIa wzmiankowane przez Piekosińskiego za jednym z rękopisów herbarza Dachnowskiego.

## Rodzina Czeszewski
Rodzina kaszubska z Czeszewa, mająca być gałęzią możnego rodu szlacheckiego pomorskiego Boninów. Gałęzie tego rodu miały przyjąć nazwiska od posiadanych włości: Sławianowski, Sulicki a także Czeszewski. Według Niesieckiego, Czeszewscy wygaśli w 1662. Według Bonieckiego Czeszewscy mieli wywodzić się z Wielkopolski z Czeszewa w dawnym powiecie kcyńskim i Czeszewa w dawnym powiecie pyzdrskim. Nie wspomina o ich pochodzeniu od Boninów, ale za to stwierdza, że nie wygaśli w 1662. Wymienia bowiem w 1697 Jakuba Czeszewskiego. Pragert sądzi, że mogli być podwójni Czeszewscy, jedni na pomorzu, drudzy w Wielkopolsce. Przeczą temu jednak herby (o ile wielkopolskim Czeszewskim Boniecki przypisał właściwie herb Korona). Wymieniani są także i później, w ziemi bytowskiej Czeszewscy (Ciesiewscy) herbu Korona, wymieniani przez Ledebura (Adelslexikon der preussiche Monarchie von...).

## Herbowni
Bonin i pochodzące od nich rodziny: Czeszewski, Sławianowski, Sulicki (Zulicki).
Tadeusz Gajl wymienia też dwie rodziny herbu Korona, których heraldycy nie uważają za potomków Boninów: Łukaszewicz i Korona.
Wzmianka o Łukaszewiczach herbu Korona w 1700 roku pochodzi z Polskiej Encyklopedii Szlacheckiej. Wzmianka ta jest niepewna, tym bardziej że autor hasła powołuje się na Bonieckiego, który Łukaszewiczów herbu Korona nie wymienia. Wymienia za to Łukaszewiczów z podobnym herbem Trójstrzał.